# 瑙吉伦杰尔
瑙吉伦杰尔，是匈牙利佐洛州所辖的一个村，总面积10.24平方公里，总人口521，人口密度50.9人/平方公里（2010年1月1日）。